# Рогівська сільська рада (Уманський район)
Рогівська сільська́ ра́да — адміністративно-територіальна одиниця та орган місцевого самоврядування в Уманському районі Черкаської області. Адміністративний центр — село Рогова.

## Загальні відомості
- Населення ради: 537 осіб (станом на 2001 рік)

## Населені пункти
Сільській раді підпорядковані населені пункти:
- с. Рогова

## Склад ради
Рада складається з 12 депутатів та голови.
- Голова ради: Литвинюк Людмила Дмитрівна
- Секретар ради: Клименко Валентина Вікторівна

### Керівний склад попередніх скликань
| Прізвище, ім'я, по батькові | Основні відомості                                                                       | Дата обрання | Дата звільнення |
| --------------------------- | --------------------------------------------------------------------------------------- | ------------ | --------------- |
| Литвинюк Людмила Дмирівна   | Сільський голова, 1973 року народження, позапартійна                                    | 26.03.2006   | 31.10.2010      |
| Литвинюк Людмила Дмитрівна  | Сільський голова, 1973 року народження, освіта середня спеціальна, член Партії регіонів | 31.10.2010   |                 |

Примітка: таблиця складена за даними сайту Верховної Ради України

### Депутати
За результатами місцевих виборів 2010 року депутатами ради стали:

#### За суб'єктами висування
| Суб'єкт висування | Кількість обраних депутатів | %   |
| ----------------- | --------------------------- | --- |
| Партія регіонів   | 12                          | 100 |

#### За округами
| № округу        | Прізвище, ім'я, по батькові       | Дата визнання обраним | Освіта             | Партійна приналежність | Відомості про обраного депутата                      |
| --------------- | --------------------------------- | --------------------- | ------------------ | ---------------------- | ---------------------------------------------------- |
| Партія регіонів |                                   |                       |                    |                        |                                                      |
| 1               | Парокінна Любов Іванівна          | 01.11.2010            | середня            | член Партії регіонів   | Уманський територіальний центр, соціальний працівник |
| 2               | Альховський Віктор Францович      | 01.11.2010            | середня            | член Партії регіонів   | тимчасово не працює                                  |
| 3               | Добровольська Ганна Юріївна       | 01.11.2010            | вища               | позапартійна           | Острівецьке відділення зв'язку, листоноша            |
| 4               | Тихонюк Інна Дмитрівна            | 01.11.2010            | середня спеціальна | позапартійна           | Магазин, продавець                                   |
| 5               | Біляєв Віктор Володимирович       | 01.11.2010            | вища               | позапартійний          | ПП Рогова, агроном                                   |
| 6               | Добровольський Анатолій Устимович | 01.11.2010            | вища               | позапартійний          | пенсіонер                                            |
| 7               | Клименко Валентина Вікторівна     | 01.11.2010            | середня спеціальна | член Партії регіонів   | Рогівська сільська рада, секретар                    |
| 8               | Клименко Віктор Федорович         | 01.11.2010            | середня            | позапартійний          | пенсіонер                                            |
| 9               | Однокінний Дмитро Лукич           | 01.11.2010            | середня спеціальна | позапартійний          | ПП Рогова, директор                                  |
| 10              | Литвинюк Валерій Петрович         | 01.11.2010            | середня спеціальна | позапартійний          | ФП Світанок, заступник директора                     |
| 11              | Зарудняк Ніна Василівна           | 01.11.2010            | вища               | позапартійна           | Рогівський НВК, вчитель                              |
| 12              | Кецкало Тетяна Дмитрівна          | 01.11.2010            | середня            | позапартійна           | тимчасово не працює                                  |